# カール・スタルフェルト
カール・アンデルス・セオドル・スタルフェルト（Carl Anders Theodor Starfelt、1995年6月1日 - ）は、スウェーデン・ストックホルム出身のサッカー選手。セルタ・デ・ビーゴ所属。ポジションはDF。

## クラブ経歴
IFブロマポイカルナにてサッカーキャリアをスタートさせると、2014年3月30日、カルマルFFとのリーグ戦でプロデビューを果たした。デビューシーズンとなった2014シーズンはリーグ戦20試合に出場した。2016年12月にはクラブとの契約を2017年まで延長した。
2019年7月4日、ロシア・プレミアリーグのFCルビン・カザンと4年契約を結んだ。
2021年7月21日、セルティックFCに移籍金約500万ユーロで移籍し、4年契約を交わした。
2023年8月10日、セルタ・デ・ビーゴへ移籍し、4年契約を結んだ。

## 代表経歴
2020年10月8日、親善試合として行われたロシア代表との国際Aマッチにて、後半45分にセバスティアン・ホルメンとの交代でスウェーデン代表デビューを果たした。

## タイトル
セルティックFC
- スコティッシュ・プレミアシップ : 2回 (2021-22, 2022-23)
- スコティッシュ・カップ : 1回 (2022-23)
- スコティッシュリーグカップ：2回 (2021-22, 2022-23)